# Beatport
Beatport ist ein Online-Musikdienst im Bereich elektronische Tanzmusik.
Beatport bietet ein breites Sortiment an Musikstücken der elektronischen Tanzmusik. Die Musikdateien werden pro Download abgerechnet, die in den Formaten MP3, MP4 und WAV erhältlich sind. Die MP3-Dateien sind dabei in der Regel mit 320 kbit/s (LAME codec) codiert, die MP4-Dateien mit 192 kbit/s VBR. Seit November 2011 wird ebenfalls das unkomprimierte Format AIFF angeboten. Für WAV/AIFF Dateien wird pauschal ein Aufschlag von 0,75 Euro pro Musikstück erhoben.

## Geschichte
Seit September 2004 ist Beatport ein Partner von Native Instruments. Deren DJ-Software Traktor3 konnte direkt auf den Webshop zugreifen um Musikstücke vorzuhören, zu kaufen sowie anschließend herunterzuladen. Ein Öffnen des Browsers war nicht notwendig. Seit dem Wechsel von Traktor3 auf Traktor Pro ist dies nicht mehr möglich.
Im Interview mit der Zeitschrift de:Bug im Jahr 2007 sagte der Firmengründer Eloy Lopez, das Datenvolumen für das Musikarchiv umfasse 30 Terabyte und 270.000 Titel. Von den Einnahmen gingen bei allen Titeln 40 Prozent an Beatport und 60 Prozent an Label und Künstler. Die Preispolitik stellte er so dar: 1,30 € für ältere Tracks, 1,56 € für aktuelle Titel und 2,17 € für Angebote mit exklusiver Lizenz.
Im August 2008 erwirkte die GEMA beim Landgericht Mannheim eine einstweilige Verfügung gegen Beatport wegen Differenzen bei der Lizenzvergabe.
Im Februar 2019 kündigte Beatport ein Joint Venture mit dem digitalen Record Pool DJcity an und gründete Beatsource, eine Download- und Streaming-Plattform für Open-Format-DJs. Zu dieser Zeit hatte Beatport 450.000 aktive DJ-Kunden und 35 Millionen Besucher pro Jahr. Im August 2019 trat der Producer und DJ A-Trak als Berater dem Vorstand bei.

## Auszeichnungen
- International Dance Music Awards (IDMA):
  - Best Dance Music Retailer: 2006, 2007
  - Best Dance Music Specialty Retailer: 2006, 2007, 2008, 2009, 2010